# Alain Bignon
Pour les articles homonymes, voir Bignon.
 (avril 2023).
Si vous disposez d'ouvrages ou d'articles de référence ou si vous connaissez des sites web de qualité traitant du thème abordé ici, merci de compléter l'article en donnant les références utiles à sa vérifiabilité et en les liant à la section « Notes et références ».
Alain Bignon, né à Saintes (Charente-Maritime) le 19 mai 1947 et mort le 16 octobre 2003, est un dessinateur de bande dessinée.

## Biographie
Ingénieur de formation, c'est dans le secteur de la radiologie qu'il exerce en tant que salarié, au sein d'un bureau d'études puis d'un service de recherches. Parallèlement, il mène plusieurs activités artistiques notamment pour la publicité. Sur les conseils de Georges Pichard et de Jacques Lob, il présente ses premières BD et publie ses premières planches à L'Écho des Savanes.
En 1980, il débute au journal Pilote alors dirigé par Guy Vidal. En collaboration avec celui-ci pour les textes, il signe les dessins de Une éducation algérienne, Plus con on tue, Un malaise passager, Tout le monde aime le printemps, Adieu à la Pennsylvanie.
Les quatre premiers titres ont été compilés chez Les Humanoïdes Associés sous le titre de Passé simple. C'est aussi dans les années 1980 que paraissent plusieurs récits complets chez Glénat en collaboration avec Rodolphe. En 1985, Bignon crée sa propre agence de communication visuelle où l'informatique tient un grand rôle. En 1987, il signe en solo chez Dargaud, Le parfum des choses. En 1992, toujours en solo mais chez Delcourt, Rock star sur aquarelle.
Les années 1990 voient plusieurs participations à des collectifs chez différents éditeurs : Vents d’Ouest avec Brassens 56-62, Humanoïdes avec Dessous fripon(avec Guy Vidal), Ikusager (Espagne): Los Derechos del Nino. En 1995, c’est chez Dargaud et en collaboration avec Jean-Claude Forest pour les textes qu’il présente Il faut y croire pour le voir.
Il meurt le 16 octobre 2003 d'une crise cardiaque.

## Œuvre
- Scénario de Guy Vidal – Ed. Dargaud
  - 1981 - Une éducation algérienne
  - 1983 - Plus con on tue
  - 1985 - Un malaise passager
  - 1987 - Tout le monde aime le printemps[3]
    - Réunis en 1990 sous le titre de Passé simple aux Humanoïdes associés

  - 1988 - Adieu à la Pennsylvanie
- En solo - éd. Delcourt
  - 1988 - Le parfum des choses
  - 1993 - Rock star sur Aquarelle
- Participation à des collectifs
  - 1990 - Brassens 56 – 62 chez Vents d'Ouest
  - 1991 - Dessous Fripons aux Humanoïdes Associés
  - 1990 - Los derechos del niño chez Ikusager
- Scénario de Jean-Claude Forest
  - 1996 - Il faut y croire pour le voir chez Dargaud
- Scénario de Rodolphe
  - 1999 - Les 4 morts de Betty Page chez P&T[4]
  - 2001 - La Voie des anges Tome 1 - Castle Dew chez Dargaud[5]
  - 2003 - La Voie des anges Tome 2 - Mémoire vide chez Dargaud
  - 2005 - La Voie des anges Tome 3 - Bonheur-Park chez Dargaud (Terminé par un collectif)

### Prix
- 1997 : Prix Bloody Mary pour Il faut y croire pour le voir (avec Jean-Claude Forest)